# Passeport vanuatais
Le passeport vanuatais est un document de voyage international délivré aux ressortissants vanuatais, et qui peut aussi servir de preuve de la citoyenneté vanuataise.

## Apparence

### Langues
Le passeport est rédigé en anglais et en français, deux des langues officielles du pays (la troisème étant le bichelamar).